# La Neuville-sur-Oudeuil
La Neuville-sur-Oudeuil é uma comuna francesa na região administrativa de Altos da França, no departamento de Oise. Estende-se por uma área de 3,7 km². Em 2010 a comuna tinha 336 habitantes (densidade: 90,8 hab./km²).